# William Coales

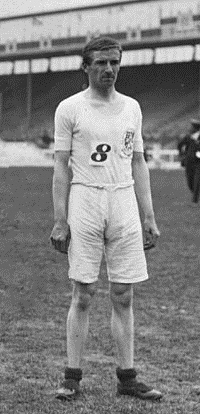
William Coales, 1908

William Coales (* 8. Januar 1886 in Aldwincle, Northamptonshire; † 19. Januar 1960 in Sudbury, Suffolk) war ein britischer Langstreckenläufer.
Beim 3-Meilen-Mannschaftslauf der Olympischen Spiele 1908 in London erreichte er als Dritter das Ziel hinter seinen Teamkollegen Joe Deakin und Archie Robertson und gewann gemeinsam mit ihnen die Goldmedaille. Am selben Tag startete er in der Vorrunde des 5-Meilen-Laufs, erreichte aber nicht das Ziel.
William Coales startete für den Thrapston & District Harriers & Athletic Club.